# Christoph Weber (Jurist)
Christoph Weber (* 1958 in Paris) ist ein deutscher Jurist und Inhaber des Lehrstuhls für Bürgerliches Recht und Arbeitsrecht an der Julius-Maximilians-Universität Würzburg.

## Lebenslauf
Christoph Weber studierte an den Universitäten Mainz und Dijon Rechtswissenschaften und Romanistik. Nach dem zweiten juristischen Staatsexamen (1986) arbeitete er am Lehrstuhl für Bürgerliches Recht, Handelsrecht, Arbeitsrecht und Zivilprozeßrecht der Universität Mainz bei Horst Konzen, wo er sich 1999 habilitierte.
Es folgten Lehrstuhlvertretungen an der Universität zu Köln und der Ruhr-Universität Bochum. Im Sommersemester 2000 übernahm Weber an der Julius-Maximilians-Universität die Vertretung des Lehrstuhls für Bürgerliches Recht und Arbeitsrecht, auf den er zum Wintersemester 2000/01 berufen wurde.
Er ist tätig in den Bereichen des Gesellschaftsrechts, des Bürgerlichen Rechts sowie insbesondere des Arbeitsrechts. Seine überwiegenden wissenschaftlichen Interessen liegen im kollektiven Arbeitsrecht. So ist er Mitautor eines führenden Kommentars zum Betriebsverfassungsrecht und Mitherausgeber einer neu konzipierten Kommentierung des Bundespersonalvertretungsgesetzes.

## Veröffentlichungen
- Das aufgespaltene Arbeitsverhältnis, Berlin, Duncker & Humblot, 1992, Zugl.: Mainz, Univ., Diss., 1992, ISBN 3-428-07572-2
- Hrsg. unter anderem mit Hans-Friedrich Müller: Europäisierung des Privatrechts: Zwischenbilanz und Perspektiven. Jahrbuch junger Zivilrechtswissenschaftler 1997. Richard Boorberg Verlag, Stuttgart, München, Hannover, Berlin, Weimar, Dresden 1998. ISBN 3-415-02443-1
- Privatautonomie und Außeneinfluß im Gesellschaftsrecht, Tübingen, Mohr Siebeck, 2000, Zugl.: Mainz, Univ., Habil.-Schr., 1998/99, ISBN 3-16-147350-7